# Peter Straka
Peter Straka (* 22. února 1950 Zlín) je švýcarský operní zpěvák – tenorista českého původu.

## Profesní kariéra
Studoval na konzervatoři v Brně a Düsseldorfu a na kolínské hudební akademii. Později se stal členem International Opera Studio Zürich. V opeře v Curychu získal v letech 1977–1978 i své první angažmá. Zpíval rovněž v Metropolitní opeře v New Yorku. V premiéře Janáčkovy opery Z mrtvého domu (From the House of the Dead) dne 12. listopadu 2009 zpíval „vysokého vězně“.